# Eothyrididae
De Eothyrididae zijn een groep (familie) van uitgestorven basale Synapsida die behoren tot de Caseasauria.

## Definitie
In 1940 benoemden Alfred Sherwood Romer en Llewellyn Ivor Price een familie Eothyrididae om Eothyris een plaats te geven. In eerste instantie fungeerde de familie als een soort verzamelbak waarin een negental geslachten gedumpt werden, waaronder Baldwinonus, Stereophallodon, Stereorhachis, Colobomycter en Delorhynchus, die niet veel meer gemeen hadden dan dat ze vroege synapsiden waren zonder rugzeil met een kleine omvang en een carnivore levenswijze. Ze waren dus niet speciaal aan elkaar verwant.
In 2009 definieerde Robert R. Reisz de Eothyrididae als een klade: de groep die Eothyris parkeyi omvat en alle Caseasauria die nauwer verwant zijn aan Eothyris dan aan Casea broilii. Volgens de definitie was er behalve Eothyris zelf maar één andere bekende eothyridide: Oedaleops campi, iets wat Reisz zelf al in 1986 geopperd had. In 2016 werd Vaughnictis smithae hieraan toegevoegd. Onzeker is of de vroege Datheosaurus een eothyridide is.

## Evolutie
Bekende fossielen van de Eothyrididae stammen alle uit het vroege Perm. Ze maakten toen kennelijk naar een beperkt deel uit van de fauna. De groep moet echter eerder ontstaan zijn in het Carboon, zo'n 315 miljoen jaar geleden. De fossielen zijn zeer beperkt en betreffen in totaal maar vijf schedels: een van Eothyris zelf uit de Kungurian Belle Plains Formation van Texas die dateert uit het Artinskien, drie van Oedaleops uit de El Cobre Canyon Formation van New Mexico, die dateert uit het Asselien-Sakmarien, op één locatie gevonden, en een van Vaughnictis uit Colorado en van een gelijke ouderdom. Alleen het enige bekende skelet van Vaughnictis bewaart een belangrijk deel van het postcraniaal skelet. Vermoedelijk was de groep al voor het Laat-Perm uitgestorven.

## Beschrijving
De groep vertegenwoordigt het beste bekende model voor de laatste gemeenschappelijke voorouder van alle synapsiden en dus ook van mens. De soorten zijn minder dan een meter lang en hebben een lage platte kop, zo'n zes centimeter lang, met scherpe kegelvormige tanden zonder kartelingen. Ze hebben twee paar slagtanden, een paar sterk vergrote vooraan en een onder de ogen. De praemaxilla heeft een lange opgaande tak. Het bovenkaaksbeen levert geen bijdrage aan het beenplateau onder het neusgat. Het traanbeen is verticaal kort. De achterste tak van het jukbeen reikt tot achter het slaapvenster en vormt daar de onderrand van. Het pariëtaaloog bevindt zich halverwege de wandbeenderen. De achterste schedelhoeken zijn afgerond. De ledematen zijn slank gebouwd. De borstkas is relatief smal.

## Fylogenie
Romer dacht dat de Eothyrididae de zustergroep van de Ophiacodontidae waren maar later onderzoek vond ze als de zustergroep van de plantenetende Caseidae in de Caseasauria.

## Levenswijze
Vermoedelijk waren de Eothyrididae vrij actieve insecteneters of faunivoren. Van Vaughnictis werd verondersteld dat het dier gezien zijn pterygoïde tanden in het verhemelte ook wel grotere prooien naar binnen werkte.